# Sprattelgubbe
En sprattelgubbe är en leksak, utgörande en figur som rycker till då man drar i ett snöre fäst i leksaken. Sprattelgubbar brukar tillverkas av trä eller papp.
Sprattelgubbar fanns redan under antiken och blev vanligare på 1700-talet då man i Pantin, Frankrike, började tillverka dylika av papp. I samband med den tyska revolutionen 1848–1849 började sprattelgubbar användas som politiska karitykatyrer.
På engelska kallas den jumping jack, på norska och danska sprellemann respektive sprællemand.
I svenska språket finns ordet "sprattelgubbe" belagt åtminstone sedan år 1900.